# Myisha Hines-Allen
Myisha Hines-Allen (ur. 30 maja 1996 w Montclair) – amerykańska koszykarka występująca na pozycji silnej skrzydłowej, obecnie zawodniczka ŽBK Jenisej Krasnojarsk, a w okresie letnim – Washington Mystics w WNBA.

## Osiągnięcia
Stan na 22 maja 2021, na podstawie, o ile nie zaznaczono inaczej.

### NCAA
- Uczestniczka rozgrywek:
  - NCAA Final Four (2018)
  - Sweet 16 turnieju NCAA (2015, 2017, 2018)
  - II rundy turnieju NCAA (2015–2018)
- Mistrzyni:
  - turnieju konferencji Atlantic Coast (ACC – 2018)
  - sezonu regularnego ACC (2018)
- Zawodniczka roku ACC (2016)
- MVP turnieju:
  - ACC (2018)
  - WNIT (2018)
- Zaliczona do:
  - I składu:
    - All-American (2016 przez College Sports Madness)
    - ACC (2017, 2018)
    - All-ACC Academic (2015, 2017, 2018)
    - najlepszych pierwszorocznych zawodniczek ACC (2015)
    - turnieju:
      - Lexington Regional (2018)
      - ACC (2016, 2018)

  - III składu:
    - All-American (2016 przez ESPNW, 2017 przez ESPNW, 2018 przez Associated Press, USAT)
    - najlepszych pierwszorocznych zawodniczek NCAA All-American (2015 przez Full Court)

  - składu honorable mention All-America (2016, 2017, 2018 przez WBCA)
- Liderka ACC w:
  - double-doubles (17 – 2017)
  - średniej zbiórek (2018)

### WNBA
- Mistrzyni WNBA (2019)
- Wicemistrzyni WNBA (2018)
- Zaliczona do II składu WNBA (2020)[3]

### Drużynowe
- Wicemistrzyni Francji (2021)[4]
- Zdobywczyni Pucharu Francji (2021)[5]

### Indywidualne
(* – nagrody przyznane przez portal eurobasket.com)
- MVP Sezonu francuskiej ligi LFB (2021)*[5]
- Najlepsza zagraniczna zawodniczka francuskiej ligi LFB (2021)*[5]
- Skrzydłowa sezonu francuskiej ligi LFB (2021)*[5]
- Zaliczona do I składu*[5]:
  - francuskiej ligi LFB (2021)
  - zawodniczek zagranicznych francuskiej ligi LFB (2021)
- Liderka francuskiej ligi LFB w zbiórkach (2021)[5]